# Szombierki
Szombierki (niem. Schomberg) – od 1951 roku dzielnica Bytomia, wcześniej siedziba gminy Chruszczów w powiecie bytomskim. Położone są 1,5 km na południowy zachód od centrum miasta wzdłuż szosy prowadzącej z Bytomia do Rudy Śląskiej i Zabrza.

## Nazwa
Pochodzenie nazwy „Szombierki” nie jest jednoznaczne, ponieważ istnieje kilka prawdopodobnych źródeł, od których może się ona wywodzić. Jedna z nich wskazuje na średniowieczne określenie obszaru topograficznego, na którym znajdowała się ówczesna osada nazwą: Schönberg, co oznaczać miało „Piękną Górę”. Inna hipoteza wskazuje na imię rycerza – Fridericusa de Schonenburcha będącego świadkiem uznania lennictwa Kazimierza II względem króla czeskiego Wacława w 1289 roku.
Przez kolejne stulecia nazwa Schönberg ulegała pewnym deformacjom i spolszczeniom np. Schumberg, Schumbierk, aby ostatecznie przekształcić się w ówczesną nazwę dzielnicy Bytomia – Szombierki. Od roku 1946 do początku lat 90. XX wieku oficjalnie nosiły nazwę Chruszczów. Nazwa ta jednak funkcjonowała jedynie w oficjalnych dokumentach.

## Historia
Powstanie Szombierek należy wiązać z wielką akcją osadniczą w drugiej połowie XIII wieku. Istnieją pewne założenia, iż w celu ochrony Bytomia przed najazdami tatarskich wojsk powstały na drogach wiodących do miasta dwie rycerskie osady – Szombierki i Rozbark. Pierwszą wzmiankę o wsi Szombierki można spotkać dopiero w dokumencie o podziale miasta Bytomia i ziemi bytomskiej przez króla czeskiego Karola IV z dnia 26 stycznia 1369 roku. Wieś tę podzielono między książętami Konradem (okolice wzgórza św. Małgorzaty) a Przemysławem (tereny przylegające do Orzegowa). 
Szombierki w okresie średniowiecza były wsią usytuowaną na niewielkim wzgórzu pokrytym znacznymi połaciami lasu z polami, łąkami oraz licznymi na tym obszarze naturalnymi stawami. Tak korzystny pod względem przyrodniczym teren sprzyjał rozwojowi rolnictwa. Rozwój rzemiosła był ograniczony z powodu bliskiego położenia Szombierek względem Bytomia. Jako niewielka rolnicza osada, Szombierki funkcjonowały aż do początków XIX wieku.
Wojny husyckie (po tzw. 4 krucjacie 1427) objęły także okolice Bytomia. Reakcją kościoła – proboszcza parafii – było sprowadzenie do Bytomia w 1454 roku Jana Capistranusa (Giovanni da Capistrano). Reformacja zaś – 1517 – nie przyniosła zmiany wiary w Szombierkach, ponieważ kolejni właściciele wsi pozostali wierni kościołowi katolickiemu. 

### XVIII i XIX wiek

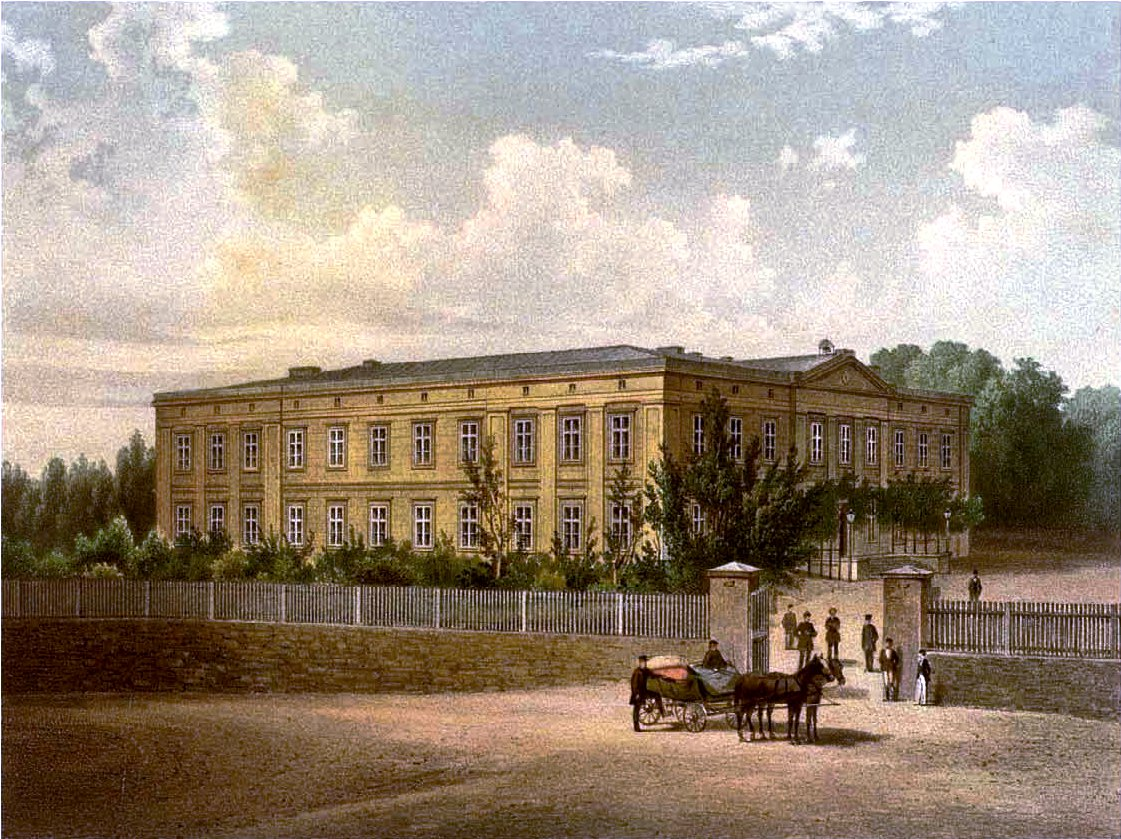
Nieistniejący obecnie pałac w Szombierkach.

Pierwszym udokumentowanym właścicielem dóbr rycerskich Szombierki (wraz z Orzegowem) był Friedrich von Jeanneret, po jego śmierci w 1775 roku tereny te przypadły córce Charlotte Freiin von Welczek. Kolejnym właścicielami byli wywodzący się z rodu Hochbergów: Georg oraz bracia Leopold i Carl von Hochberg, następnie Carl Freiherr Freiherr von Gruttschreiber, Joseph Adam Freiherr von Gruttschreiber oraz Johanna Petsch, od której teren odkupił Karol Godulla.
W 1768 roku uruchomiono w Szombierkach pierwszą kopalnię węgla kamiennego „Król Dawid”. Została ona jednak zamknięta już około roku 1820.
Przełomowym momentem w dziejach Szombierek był ich zakup (wraz z Orzegowem) za cenę 41 485 talarów w dniu 23 marca 1826 roku przez Karola Godullę – jednego z najbogatszych przemysłowców górnośląskich. Stopniowo sytuacja finansowa Szombierek zaczęła ulegać poprawie. Zaczęła umacniać się pozycja dworu, powstawały zamożniejsze gospodarstwa, cegielnia oraz pierwsza elementarna szkoła. Piętnaście lat po zakupie wsi, Godulla wybudował w Szombierkach neorenesansowy pałac, który zniszczono w 1945 roku. Od 1848 roku wieś była własnością jedynej dziedziczki majątku Godulii Johanny von Schaffgotsch.

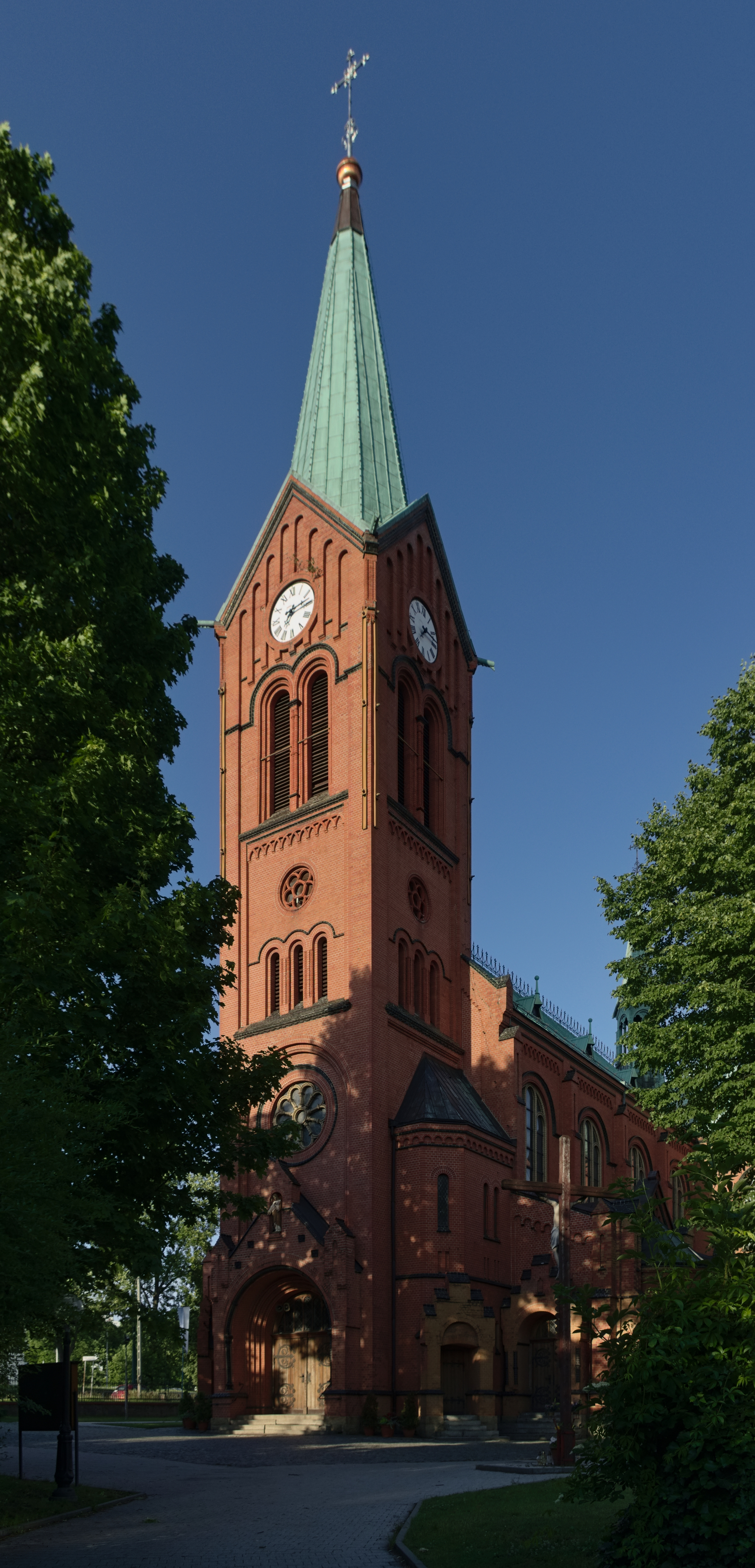
Kościół Najświętszego Serca Pana Jezusa w Szombierkach w 2023 roku

W połowie XIX wieku rozwijająca się miejscowość coraz silniej odczuwała brak ośrodka kultu religijnego. Jednak dzięki inicjatywie bytomskiego księdza Józefa Szafranka, a także lokalnemu wydarzeniu jakim było w 1854 roku nawiedzenie Szombierek przez epidemię cholery (w której zmarła jedna trzecia mieszkańców), wybudowano kapliczkę stanowiącą wotum dziękczynne ocalałych rodzin. Budowa ufundowana była przez sołtysa Szombierek Simona Flatzka na gruntach przekazanych przez Augusta Cygana. Nowo powstała kaplica pod wezwaniem Matki Boskiej i św. Józefa wybudowana została w stylu neogotyckim, według projektu autorstwa Johanna Kowollika, mistrza murarskiego z Bytomia. Inną ważną inwestycją tego okresu było wybudowanie drogi bitej za cenę 58 tys. marek, poprowadzonej z Bytomia przez Szombierki w kierunku Bobrka. Drogę oddano do użytku w połowie 1861 roku.
W roku 1869 uruchomiono w Szombierkach najnowocześniejszą wówczas na Górnym Śląsku kopalnię węgla kamiennego Hohenzollern (pierwszy w Europie podziemny elektrowóz – 1883). Od tego momentu działalność rolnicza na terenie Szombierek zaczęła zanikać, co było widoczne zarówno w strukturze zatrudnienia mieszkańców, jak i w ogólnym krajobrazie osady. Pod koniec XIX wieku 80% mieszkańców Szombierek pracowało już w sektorze przemysłowym, natomiast rolnictwem zajmowało się zaledwie kilka osób. Powstanie i rozwój kopalni Hohenzollern wiązało się ze wzrostem liczby zatrudnionych, a co z kolei miało wpływ na coraz większe zaludnienie osady. Kopalnia zaczęła więc budować dla górników i ich rodzin nowe, zakładowe domy mieszkalne. Budowane przez kopalnię budynki mieszkalne były typowymi skromnymi domami robotniczymi, zbudowanymi z czerwonej nieotynkowanej cegły.

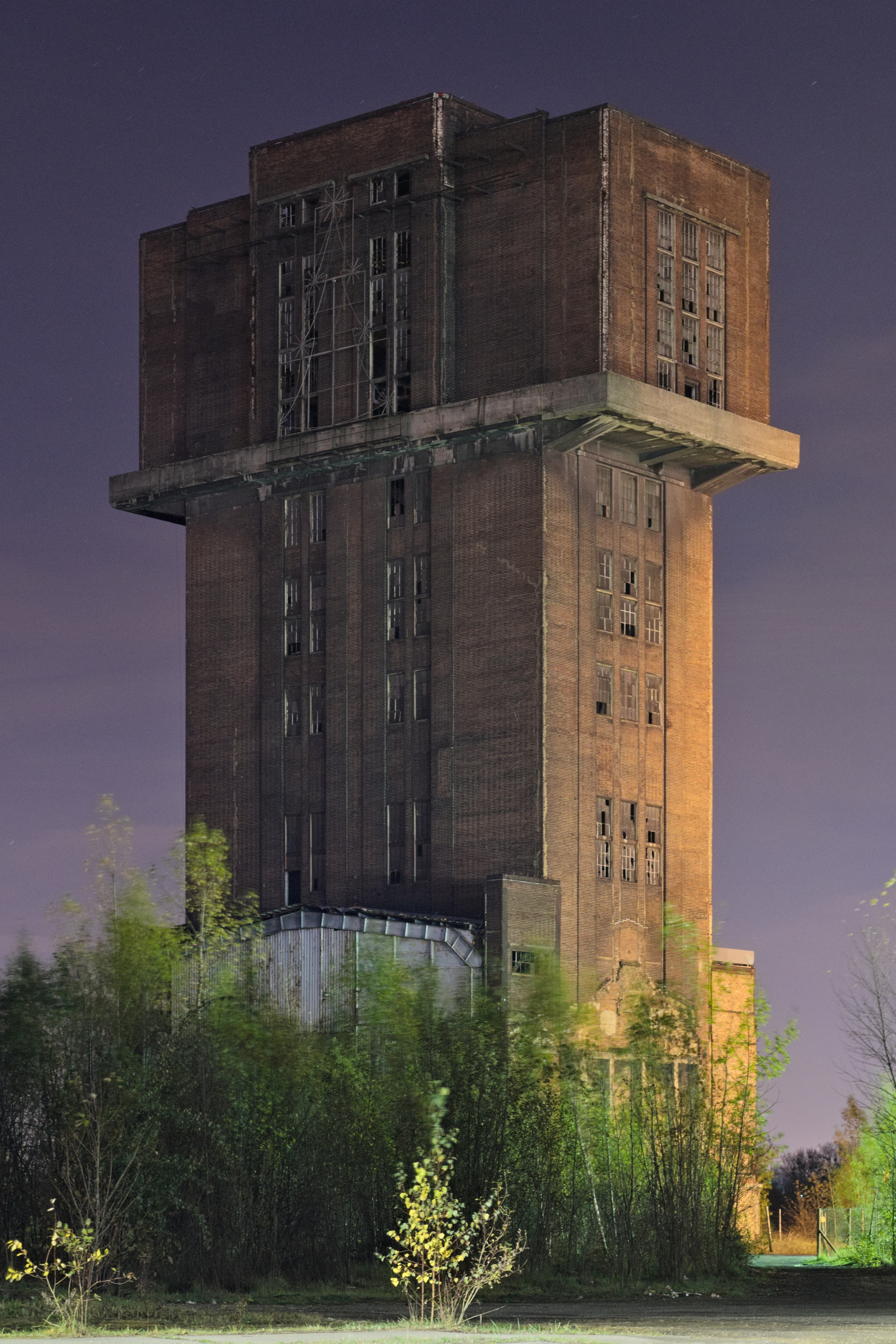
Pozostałości KWK Szombierki: szyby Krystyna

Istotnym punktem przy rozbudowie osady była modernizacja sieci dróg. Oprócz głównej szosy łączącej Bytom z Bobrkiem, wszystkie widoczne dziś asfaltowe ulice były wówczas polnymi traktami. W 1887 i 1897 roku poszerzono drogę łączącą Szombierki z Orzegowem. Droga ta w 1910 roku za cenę 6.500 marek doczekała kompleksowej przebudowy, stając się twardą nawierzchnią. Modernizacji uległy też inne drugorzędne drogi doprowadzone do dzisiejszych ulic: Zabrzańskiej i Frycza- Modrzewskiego. Na przełomie wieków powstały też pierwsze chodniki. Przed rozpoczęciem wojny w 1914 roku prawie wszystkie drogi w Szombierkach posiadały już asfaltową nawierzchnię.
W 1898 roku powstały w Szombierkach dwie linie tramwajowe – do Zabrza i do Chebzia. W połowie 1900 roku wzdłuż Szombierek poprowadzono główny rurociąg, ciągnący się od Bytomia w kierunku Bobrka, regularnie zaopatrujący mieszkańców w wodę.

### XX wiek
13 października 1901 roku na posiedzeniu gminnym podjęto decyzję o zbudowaniu kościoła parafialnego dla blisko 3000 wiernych. Decyzja ta była wynikiem prac sześcioosobowej komisji, która od listopada 1898 czyniła starania w tym kierunku. Część funduszy pochodziła z majątku Schaffgotschów, którzy przeznaczyli na ten cel 100.000 marek. Nowo powstały kościół zbudowany został w stylu neoromańskim. Uroczystość poświęcenia kościoła pod wezwaniem Najświętszego Serca Pana Jezusa (niem. Herz-Jesu) nastąpiła 13 listopada 1904 roku, a niespełna rok później została dokonana konsekracja przez biskupa wrocławskiego J. Koppa.
W 1920 roku uruchomiono elektrociepłownię Oberschlesien (obecnie Szombierki). Koncern Schaffgotschów wybudował budynki mieszkalne dla górników oraz przyznawał przywileje socjalne w postaci deputatów węglowych.

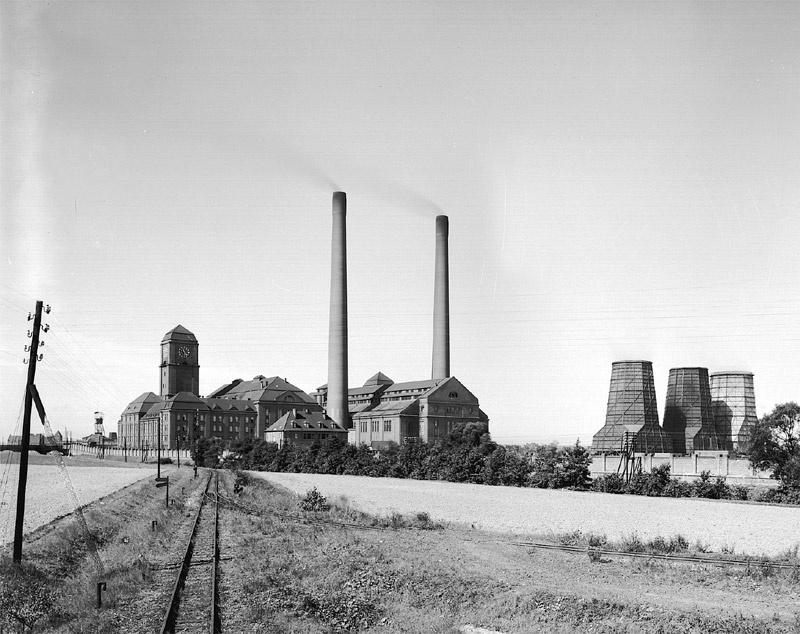
Elektrociepłownia Szombierki (1920)

W plebiscycie z 1921 roku w Szombierkach, w obszarze wiejskim 702 uprawnionych do głosowania opowiedziało się za pozostaniem w granicach Niemiec, a w 1996  za przynależnością do Polski, w obszarze dworskim na Niemcy zagłosowały 244 osoby, a na Polskę 371. Na podstawie decyzji z dnia 12 października 1921 roku wyznaczono granicę polsko-niemiecką przebiegającą przez Górny Śląsk. Jej dwukilometrowy odcinek przechodził przez Szombierki wzdłuż rzeki Bytomki, pozostawiając samą osadę po stronie niemieckiej. Przejście graniczne znajdowało się w odległości 400 metrów od zabudowań znajdujących się przy obecnej ulicy Modrzewskiego.
Na przełomie lat dwudziestych i trzydziestych Szombierki napotkały kryzys gospodarczy. W przeciągu niespełna 3 lat (w okresie 1929–1932) spadło wydobycie węgla w kopalni Hohenzollerngrube o blisko 39%. Nastąpiły też masowe zwolnienia pracowników – sama kopalnia wymówiła pracę 1800 osobom. Pomimo złej sytuacji ekonomicznej, 27 kwietnia 1929 roku kopalnia wybudowała i oddała do użytku wieżę wyciągową szyb Kaiser Wilhelm (obecnie szyb „Krystyna”). Od tego momentu wieża ta jest symbolem Szombierek.
W 1933 roku gmina stała się właścicielem parku Fazaniec, rozciągającego się pomiędzy Szombierkami, Orzegowem, a Bobrkiem. Do 1928 roku, kiedy to oficjalnie powstał park, na terenie Fazańca prowadzono hodowlę bażantów (stąd nazwa parku, niem. Fasan = pol. bażant).
28 stycznia 1945 roku wojska radzieckie wkroczyły do Szombierek. Ciosem dla ludności, szczególnie proniemieckiej, stały się wywózki mężczyzn na roboty w głąb ZSRR. Oficjalnie wywieziono na roboty przymusowe 448 osób. Poza tym około 600 mężczyzn zginęło na frontach II wojny światowej. Była kopalnia Hohenzollern już jako „Szombierki” zmuszona została do zatrudnienia ok. 400 kobiet, najczęściej żon wywiezionych na zesłanie szombierskich górników oraz wdów. Brak rąk do pracy przyczynił się także do zwolnienia jeńców wojennych i pracowników przymusowych zatrudnionych przez reżim narodowosocjalistyczny.

### Po 1945

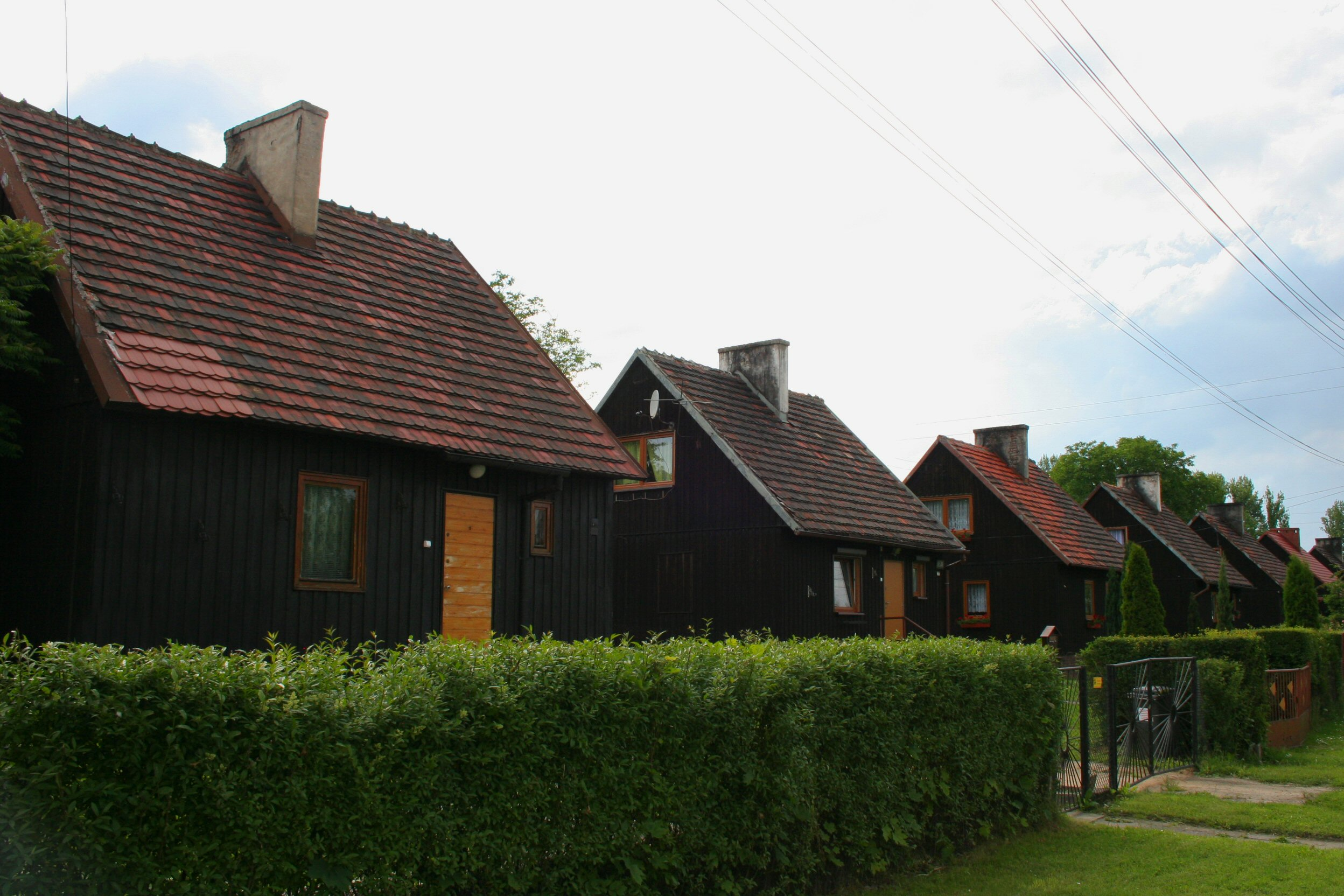
Domki fińskie przy ul. Karpackiej

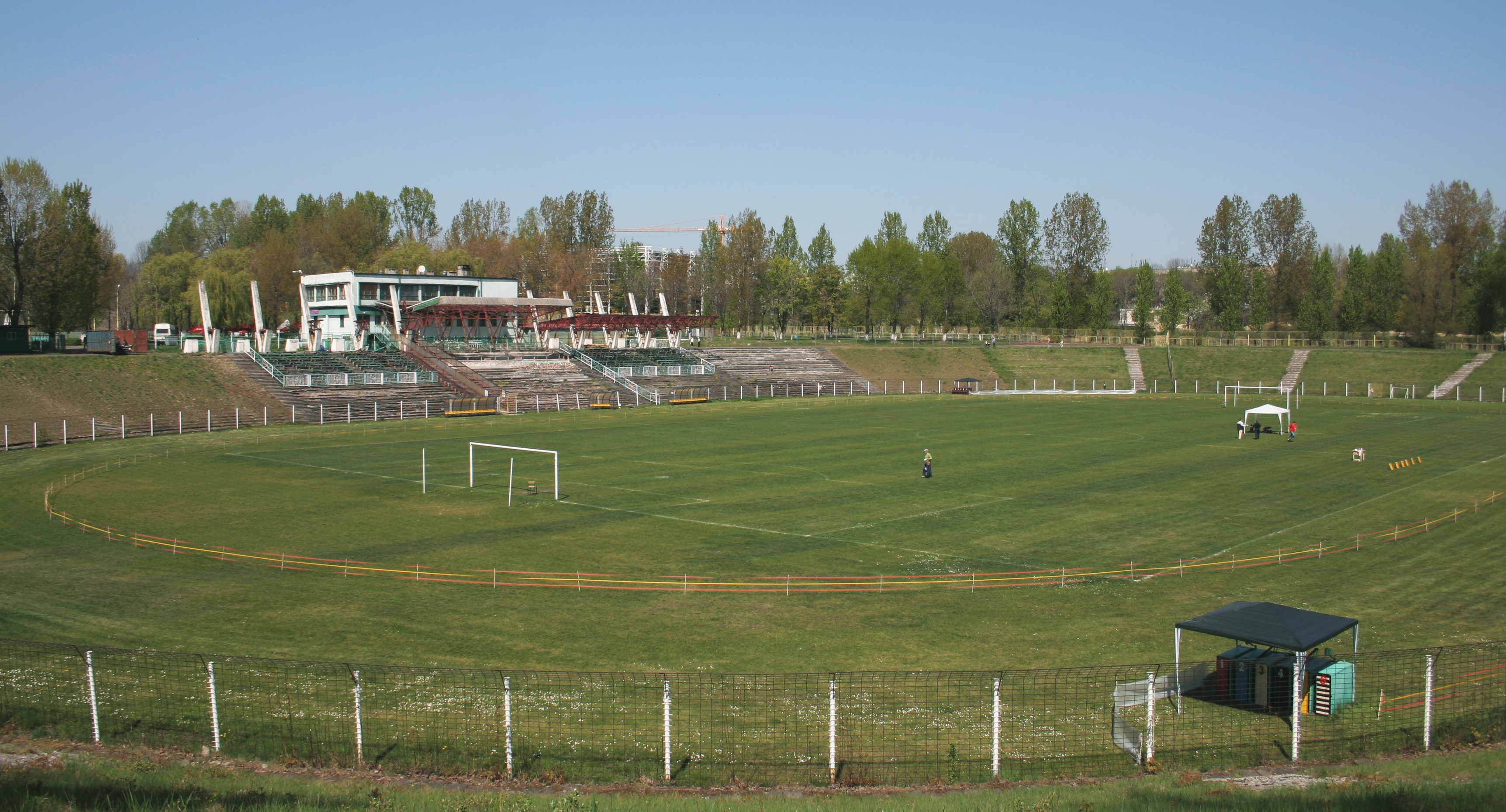
Stadion Szombierek Bytom

Od 1945 roku gmina stała się oficjalnie gminą polską, będąc częścią powiatu bytomskiego.
Sytuacja powojenna unormowała się na przełomie 1947 i 1948 roku. Niemcy, których nie dało się zweryfikować lub którzy tego nie chcieli wyjechali z Szombierek. Część wywiezionych górników powróciła z zesłania do domu. Przede wszystkim jednak cały Bytom stał się ośrodkiem napływowym dla ludności z byłej Polski wschodniej oraz centralnej. Znaczna liczba pracowników przymusowych z lat 1941–1945 z przedwojennej Polski wschodniej pozostała w Szombierkach nie wracając do domu po wojnie.
W lipcu 1948 roku kopalnia „Szombierki” zatrudniała już 4372 osób. W północnej części Szombierek powstało osiedle 501 tzw. domków fińskich (54,42 qm). Sprowadzano je z Finlandii za węgiel i koks, by złagodzić tzw. głód mieszkaniowy na czas przejściowy 20 lat. Do dziś stojące i zamieszkane domki fińskie w Szombierkach stanowią więc wyjątkowy zabytek architektury powojennej Górnego Śląska.
Bardzo ważnym wydarzeniem rozwoju administracyjnego, był moment przyłączenia Szombierek do miasta Bytomia w 1951 roku. Od tego momentu była rolnicza wieś przeobraziła się w dużą przemysłową dzielnicę tego miasta. W połowie lat 50. nowa bytomska dzielnica, ze względu na stan posiadania wielohektarowych niewykorzystanych terenów, została szybko objęta nowym miejskim planem inwestycyjnym. Najważniejszym punktem planu była decyzja o przyszłej budowie dużych osiedli mieszkaniowych. Zamiar ten zaczęto intensywnie realizować w latach 1960–1979, kiedy to powstało kilka dużych osiedli zarówno w północnej, jak i w południowej części Szombierek. Dużą przeszkodą w rozpoczęciu procesów budowniczych stanowiło zagrożenie szkodami górniczymi (strefa osiadania).
Wraz z rozwojem infrastruktury w Szombierkach, zaczęło również intensywnie rozwijać się życie sportowe. W 1945 roku założono pod patronatem kopalni Górniczy Klub Sportowy „Szombierki”. W 1965 roku w południowo-wschodniej części dzielnicy, na terenie hałd i nieużytków, powstał ośrodek sportowo-wypoczynkowy. Na obszarze 40 ha powstał nowy, główny stadion dla blisko 30000 widzów. Największy sukces drużyna piłkarska GKS Szombierki odniosła w 1980 roku, zdobywając tytuł mistrza Polski, promując przy tym na cały kraj bytomską dzielnicę.
W okresie od 1970 do 1989, w wolniejszy sposób aniżeli bezpośrednio po wojnie, Szombierki zmieniały demograficznie swój charakter. Przyczyniło się do tego z jednej strony udane werbowanie do pracy w kopalni w różnych częściach Polski, z drugiej strony tzw. łączenie rodzin oraz „nielegalne” ucieczki z Polski. Stan wojenny zwolnił tę tendencję, lecz nie wygasła ona jednak nawet po 1989.
Po 1989 roku otworzyła się nowa rzeczywistość w historii Szombierek. Zbiegła się ona z trudnym czasem dla górnośląskiego górnictwa. Nastąpił regres przemysłu wydobywczego zauważalny przez coraz mniejsze wydobycie węgla i zastój w rozwoju infrastruktury dzielnicy. Kopalnia „Szombierki” w ramach restrukturyzacji górnictwa została połączona 1 września 1993 roku z kopalnią „Centrum” w Bytomiu co zapoczątkowało jej rychły koniec. W 1997 przystąpiono do faktycznej likwidacji zakładu górniczego „Szombierki”.
W ostatnich latach Szombierki doczekały się drugiego kościoła parafialnego, powstałego u wylotu ulicy Wyzwolenia. Wmurowanie kamienia węgielnego, nowej parafii pod wezwaniem Wniebowstąpienia Pańskiego odbyło się 1 czerwca 2000 roku. Ważną inwestycją ostatnich lat jest pojawienie się wielkoobszarowych placówek handlowych: Tesco i Lidl wzdłuż ulicy Zabrzańskiej.
W 2008 roku Szyb Krystyna oraz pobliskie tereny zostały zakupione przez Armada Development. Na terenach kopalni utworzone ma zostać m.in. osiedle mieszkaniowe oraz pole golfowe natomiast szyb przekształcony ma zostać w hotel i lofty.

## Zabytki
- Kaplica św. Józefa z roku 1863 – neogotycka, wybudowana jako wotum po epidemii cholery, która miała miejsce w 1854, wpisana do rejestru zabytków pod numerem A/1483/24[13][14],
- Kościół Najświętszego Serca Pana Jezusa – neoromański, wybudowany w 1904 roku. Wyremontowany w 2005 roku. Aktualny proboszcz: ks. Antoni Kopiec
- Budynek ratusza z 1913 roku
- Elektrociepłownia Szombierki (Kraftwerk Oberschlesien) z 1920 roku
- Wieża wyciągowa byłego szybu „Krystyna” (Kaiser-Wilhelm-Schacht) KWK „Szombierki” z 1929, wpisana do rejestru zabytków pod numerem A/135/04[14],
- Wzgórze św. Małgorzaty – grodzisko wczesnośredniowieczne „Na Małgorzatce” (stanowisko archeologiczne) jest wpisane do rejestru zabytków pod numerem C/1330/85[14],
- Park krajobrazowy Fazaniec – założony w 2 poł. XIX wieku, wpisany do rejestru zabytków pod numerem A/1341/87[14].